# ステパン・ボジッチ
ステパン・ボジッチ（Stjepan Božić、男性、1974年10月23日 - ）は、クロアチアのプロボクサー。ユーゴスラビア（現スロベニア）ブレージツェ出身。
日本語表記の記事では「ステファン・ボジッチ」や「ステファン・ボジック」とも表記される。

## 来歴
アマチュア時代にはフィンランドのタンペレで行われたヨーロッパボクシング選手権にミドル級で出場し、決勝でゾルト・エルデイに敗れ準優勝を果たしている。
2000年9月16日、シャトールーでスーパーミドル級6回戦を行い、5回TKO勝ちを収めデビュー戦を白星で飾った。
2001年12月22日、オルレアンのゼニス・オルレアンでスーパーミドル級8回戦を行い、プロ初黒星となる8回判定負けを喫した。
2005年6月4日、ザグレブのドム・スポルトヴァでナデル・ハムダンとWBF世界スーパーミドル級王座決定戦を行い、12回3-0の判定勝ちを収め王座獲得に成功した。
2005年12月2日、ザグレブでフリオ・セサール・バスケスと対戦し、バスケスの7回終了時棄権によりWBF王座の初防衛に成功した。
2007年8月2日、パグ島でロレンガ・モックとWBAインターコンチネンタルスーパーミドル級王座決定戦を行い、12回3-0の判定勝ちを収め王座獲得に成功した。
2008年3月29日、シロキ・ブリイェグでジャメル・セリニと対戦し、8回2分35秒TKO勝ちを収めWBAインターコンチネンタル王座の初防衛に成功した。
2008年7月25日、ノヴァリャでロマン・アラミアンと対戦し、12回3-0の判定勝ちを収めWBAインターコンチネンタル王座の2度目の防衛に成功した。
2009年11月21日、キールのシュパルカセン・アレーナでミッケル・ケスラーのスーパー王座認定に伴いディミトリ・サーティソンとWBA世界スーパーミドル級王座決定戦を行い、5回TKO負けを喫し王座獲得に失敗した。
2013年6月8日、ケント州グリーンヒザのブルーウォーターでWBC世界スーパーミドル級シルバー王者ジェームス・デゲールと対戦し、ボジッチの4回終了時棄権により王座獲得に失敗した。
2014年3月23日、ノギンスクでヒョードル・チュディノフと独立国家共同体およびスロベニアボクシング事務局（CISBB）スーパーミドル級王座決定戦を行い、ボジッチの5回終了時棄権により王座獲得に失敗した。
2014年12月6日、オルデンブルクのEWEアレーナでIBFインターナショナルスーパーミドル級王者タイロン・ツォイゲと対戦し、ボジッチの5回終了時棄権により王座獲得に失敗した。
2015年3月14日、ルビンでライトヘビー級8回戦を行い、4回55秒TKO負けを喫した。

## 獲得タイトル
- WBF世界スーパーミドル級王座
- WBAインターコンチネンタルスーパーミドル級王座